# 趙賢祐
趙 賢祐（チョ・ヒョヌ、1991年9月25日 - ）は、大韓民国のサッカー選手。蔚山HD FC所属。韓国代表。ポジションはGK。

## 経歴

### クラブ
2013年にドラフト1位でKリーグの大邱FCに加入した。1年目からチームの守護神として活躍した。2014年にチームは2部に降格するも、2015年、2016年には年間最優秀GKに選出され、2年での1部復帰に大きく貢献した。2017年、Kリーグ年間最優秀GKに選出された。

### 代表
2015年11月、ミャンマーとラオスとの2018 FIFAワールドカップ・アジア予選に臨む韓国代表に、ウリ・シュティーリケ監督によって初召集された。
2018年6月、2018 FIFAワールドカップの本大会メンバーに選出された。グループFの3試合にフル出場し、チームは最終的にグループリーグ敗退したものの、最終節では前回王者のドイツに対して2-0のクリーンシートで勝利して、マン・オブ・ザ・マッチに選出された。
2018年アジア競技大会男子サッカーの韓国代表に選出され試合に出場し、優勝により兵役免除の恩典を受ける。
AFCアジアカップ2023では、第2戦終了後に正GKキム・スンギュが怪我で離脱したため、以降はスンギュに代わってレギュラーに抜擢される。決勝トーナメント1回戦サウジアラビア戦では、PK戦までもつれる試合展開になったが、見事2本ストップし勝利に貢献した。

## エピソード
- 2016年10月、自身のプロ通算100試合目の試合のハーフタイム中に、現在の妻にプロポーズをして、韓国国内で大きな話題となった[4]。

## 所属クラブ
- 2013年 - 2019年 大邱FC
- 2020年 - 蔚山現代FC/蔚山HD FC

## 代表歴

### 出場大会
- 韓国代表
  - 2018 FIFAワールドカップ
  - 2022 FIFAワールドカップ

### 試合数
- 国際Aマッチ 24試合 0得点（2017年-）[5]

| 韓国代表 | 国際Aマッチ | 国際Aマッチ |
| 年       | 出場        | 得点        |
| -------- | ----------- | ----------- |
| 2017     | 3           | 0           |
| 2018     | 8           | 0           |
| 2019     | 5           | 0           |
| 2020     | 0           | 0           |
| 2021     | 2           | 0           |
| 2022     | 4           | 0           |
| 2023     | 2           | 0           |
| 2024     |             |             |
| 通算     | 24          | 0           |

## タイトル

### クラブ
大邱FC
- 韓国FAカップ : 2018

蔚山HD FC
- AFCチャンピオンズリーグ : 2020

### 代表
U-23韓国代表
- アジア競技大会（オーバーエイジ）: 2018

韓国代表
- EAFF E-1サッカー選手権 : 2017, 2019

### 個人
- Kリーグ1ベストイレブン : 2017, 2018, 2019, 2020
- Kリーグ2ベストイレブン : 2015, 2016
- EAFF E-1サッカー選手権最優秀GK : 2017, 2022